# Шутилово (Нижегородская область)
Шутилово — село в Первомайском районе Нижегородской области. Входит в состав Петровского сельсовета.
Село располагается на правом берегу реки Алатыря. Первые упоминания о нём относятся к XVI веку. Здесь родилась модельер Надежда Ламанова (1861—1941).
В селе расположено отделение Почты России (индекс 607742).
В селе находится уникальная церковь 17 века построенная на яичных белках. Частично разрушена в 60-х годах 20 века по приказу председателя сельсовета. В церкви служил род священников Коринфских(после революции фамилия изменена, ныне Коринские).
В 3 км от села находится родник Николая Чудотворца, благоустроенный в 2006 году (часовня, купель и другие постройки), и пользующийся большой популярностью среди жителей окрестных мест.

## Проводы Стромы
Шутилово известно уникальным обрядом проводов весны, называющимся «проводы Стромы» (в некоторых публикациях также «Костромы», но к городу Кострома он не имеет никакого отношения, а в самой деревне употребляется только вариант «Строма»). Обряд совершается в первое воскресенье после Троицы, и заключается в уничтожении специально изготовленной и наряженной для этой цели куклы, с последующим застольем. Предшествует ему сложное театрализованное представление с участием костюмированных персонажей. По мнению этнографов, обряд мог возникнуть ещё в дохристианские времена. В окрестностях Шутилово аналогичные обряды проводов весны (эрз. тундонь ильтямо) существуют в некоторых селах Мордовии.

## Население
| 2002 | 2010 |
| ---- | ---- |
| 654  | ↘580 |